# Петрачков, Павел Анатольевич
Па́вел Анато́льевич Петрачко́в (30 августа 1979, Омск — 4 февраля 2010, в районе населённого пункта Алхазурово, Урус-Мартановский район, Чеченская Республика) — российский военнослужащий, Герой Российской Федерации. Лейтенант (2008).

## Биография
Родился 30 августа 1979 года в Омске в семье военнослужащих. Отец, Анатолий Алексеевич, служил связистом в танковой бригаде; мать, Светлана Васильевна, окончила филиал Московского технологического института.
В конце 1979 года отца перевели служить в Тбилиси (Грузия). Когда Павлу было шесть лет, отец после продолжительной болезни умер. В воспитании ребёнка помогали дед и бабушка.
В 1993 году семья переехала из Грузии в село Покрово-Берёзовка Кондольского района Пензенской области. В 1997 году окончил среднюю школу. Пробовал поступить в Свердловское военно-командное училище, но не поступил. Окончил профессионально-техническое училище № 17 в г. Пензе (1998) по профессии «Автомеханик».
В 1998—2000 годах проходил срочную службу в Московском округе внутренних войск МВД России. Участвовал в боевых действиях в Республике Дагестан и Чеченской Республике. Сержант Петрачков отличился при штурме Грозного, в бою получил контузию. Был награждён орденом.
После увольнения в запас жил в Пензе, поступил в институт. Но вскоре решил вернуться на военную службу. В 2001—2004 годах — прапорщик в войсковой части № 3473 внутренних войск МВД России (г. Заречный, Пензенской области). Служил на должности контролёра.
С августа 2004 года проходил военную службу по контракту во внутренних войсках МВД России, служил в Уфе в 29-м отряде специального назначения «Булат» Приволжского регионального командования старшиной учебной группы, в 2010 году был назначен командиром группы.
В 2007 году заочно окончил исторический факультет Пензенского государственного педагогического университета имени В. Г. Белинского.

## Подвиг
4 февраля 2010 года при проведении специальных мероприятий в районе населённого пункта Алхазурово Урус-Мартановского района Чеченской Республики разведывательная группа отряда специального назначения Приволжского регионального командования внутренних войск МВД России (город Уфа) обнаружила замаскированную, хорошо укреплённую базу боевиков и вступила в огневой контакт с превосходящим по численности противником.
На помощь разведчикам была направлена штурмовая группа, которую возглавил лейтенант П. А. Петрачков. Прибыв к месту выполнения боевой задачи, спецназовцы сходу вступили в бой, сумели выбить бандитов из их логова. Преследуя банду в лесном массиве, группа лейтенанта П. А. Петрачкова встретила ожесточённое сопротивление. Двое военнослужащих были ранены. В этой ситуации командир группы принял решение скрытно обойти боевиков и нанести удар по их флангу. Используя сложный рельеф местности, он сумел скрытно подобраться к бандитскому укрытию и, выбрав удобный для броска момент, гранатой уничтожил пулемётный расчёт, но и сам получил смертельное ранение.

Могила Павла Петрачкова

Ценой своей жизни лейтенант П. А. Петрачков предотвратил гибель подчинённых и обеспечил выполнение поставленной задачи.
Похоронен на Аллее Славы Новозападного кладбища города Пензы.

## Награды
Указом Президента Российской Федерации № 978 от 4 августа 2010 года за мужество и героизм, проявленные при исполнении воинского долга в Северо-Кавказском регионе, командиру группы специального назначения 29-го Уфимского отряда специального назначения «Булат» Приволжского регионального командования внутренних войск МВД РФ лейтенанту Петрачкову Павлу Анатольевичу присвоено звание Героя Российской Федерации (посмертно).
14 сентября 2010 года министр внутренних дел РФ генерал армии Р. Г. Нургалиев и главнокомандующий внутренними войсками МВД РФ, генерал армии Н. Е. Рогожкин передали «Золотую Звезду» Героя России за № 964 его родственникам.
Награждён орденом Мужества (2000), медалями.

## Увековечение памяти
1 сентября 2010 года на здании средней школы села Покрово-Берёзовка Пензенского района Пензенской области была торжественно открыта мемориальная доска Герою России Павлу Петрачкову, учившемуся в этой школе в 1993—1997 годах. В библиотеке Библиотечно-досугового центра села Покрово-Берёзовка Пензенского района Пензенской области создана тематическая музейная экспозиция, посвященная Герою России Павлу Петрачкову. Сослуживцы Петрачкова из Уфимского отряда спецназа Внутренних войск МВД России «Булат» передали в этот небольшой музей личные вещи, которыми пользовался Павел во время прохождения службы в отряде.
21 декабря 2010 года решением Пензенской городской Думы имя Героя России лейтенанта Павла Петрачкова было присвоено одной из улиц города в новом микрорайоне «Междуречье» Первомайского района г. Пензы. В городе появилась «Улица Петрачкова».
Имя Павла Петрачкова занесено на стелу «Слава Героям», открытую в 2011 году у монумента «Росток» на Набережной реки Суры г. Пензы.

Мемориальная доска-барельеф П. А. Петрачкову в Пензе, 2019 г. Скульптор В. Ю. Кузнецов

С 2012 года в г. Заречный Пензенской области ежегодно (в начале декабря, в преддверии Дня Героев Отечества) проходят городские турниры по пулевой стрельбе памяти Героя России лейтенанта Павла Петрачкова. Награды победителям и призерам турнира вручают в войсковой части № 3473, где в 2001—2004 гг. Петрачков служил прапорщиком.
9 декабря 2019 года в День Героев Отечества и в год 40-летия со дня рождения Павла Петрачкова в г. Пензе на здании Многопрофильного колледжа Пензенского государственного университета (ул. Карла Маркса, 4), где в 2000—2007 гг. Петрачков учился на историческом факультете Пензенского государственного педагогического университета имени В. Г. Белинского была торжественно открыта мемориальная доска-барельеф Герою России Павлу Петрачкову. В церемонии открытия приняли участие губернатор Пензенской области Иван Белозерцев, вдова Героя — Таисия Геннадьевна Петрачкова и 12-летний сын — Андрей Петрачков. Автор мемориальной доски-горельефа — скульптор, заслуженный художник Российской Федерации Валерий Кузнецов.